# Athena (groupe)
Pour les articles homonymes, voir Athena.
Athena est un groupe de ska punk turc, originaire d'Istanbul. Athena est formé par les frères jumeaux Gökhan Özoğuz et Hakan Özoğuz en 1987. Ils commencent leur carrière musicale dans un groupe de metal pour s'orienter ensuite vers le ska.
Le groupe représente la Turquie lors de la 49e édition du Concours Eurovision de la chanson se déroulant à Istanbul, en Turquie. Ils finissent à la 4e place.

## Biographie

### Débuts (1987–1997)
Hakan et Gökhan Özoğuz se lancent dans l'aventure Athena en 1987. À cette période, Hakan et Gökhan, âgés de onze ans, et n'appréciant aucunement l'école, commencent à prendre des cours de guitare, de basse et de batterie, avant d'ajouter Akmar Pasajı à leur formation. Les frères Özoğuz répétent avant de se nommer Athena. À cette époque, le groupe, inspiré par d'autres groupes tels que Dirty Rotten Imbeciles, S.O.D, Nuclear Assault, Slayer, Megadeth et Metallica, enregistre sa première démo quatre titres dans un style thrash hardcore. Mais le groupe commence à faire face à des problèmes de formation. 
Dès 1990, le groupe se recompose et comprend Gökhan et Hakan, Turgay Gülaydın à la batterie, et Asrın Tuncer à la basse. En 1991, une autre démo, cette fois de cinq titres, intitulée Horror Dimensions, est publiée. Après cette démo, Ferit Tuncer est recruté au chant, mais part peu après pour former avec Asrin et Ferit un groupe appelé AF. Athena recrute le bassiste Ozan Karaçuha. En 1993, le groupe publie son premier album, One Last Breath, caractérisé par des sons trash. Cet album est publié en l'honneur d'Ümit Yılbar, mort cette même année.

### Nouveau souffle (1997–2003)
Le groupe passe du thrash metal au ska et punk rock, après la sortie de son premier album, et commence de nouveaux enregistrements en 1997. À cette période, le groupe n'attire pas un grand intérêt des labels locaux, leur style musical n'étant pas ciblé grand public. Le label NR1 donne une chance à Athena qui publie un second album intitulé Holigan. Cet album est publié au printemps 1998 et joué au club Captain Hook, où Athena y jouera pendant quelques années. Le clip de la chanson Tarlaya Ektim Onion est tourné pendant une nuit au Captain Hook, et l'atmosphère y est reflété. Peu après les concerts en 1999, Captain Hook ferme ses portes.
Une nouvelle page s'ouvre pour Athena, et l'album Holigan se popularise dans le pays. Contrairement à ce qu'attendaient la majeure partie des labels locaux, le ska attire l'engouement en Turquie, et la chanson Holigan atteint la 17e place des classements turques. Après ce succès, Athena entre en studio, et publie, en 2000, un nouvel album intitulé Tam Zamanı Şimdi. L'album comprend les singles à succès Yaşamak Var Ya et Macera. La consécration d'Athena survient lorsque leur chanson 12 Dev Adam devient le thème de l'équipe de Turquie de basket-ball. La presse nationale et internationale félicitera le groupe pour cette chanson. Leur cinquième album, Her Şey Yolunda, publié en 2001, inclut cette chanson. À la fin de l'année, le groupe opère quelques changements de formation avec l'arrivée de Canay Cengen et Doğaç Titiz en 2002.

### Eurovision etUs(2004)
En 2003, le groupe participe à la 49e édition du Concours Eurovision de la chanson. Athena est annoncé comme le représentant de la Turquie, seulement si les négociations avec eux s'avérent positives. Le groupe accepte, et joue les chansons I Love Mud On My Face, Easy Man et For Real devant le jury, satisfait à 79 % de For Real. Athena se classe quatrième avec 195 points. Il s'agit du plus haut score jamais réalisé par la Turquie à cette époque.
Après l'aventure Eurovision, le groupe enregistre et publie son sixième album ("Us") en 2004, qui comprend sept nouvelles chansons, dont les trois issues de l'Eurovision et une version turque de For Real. Le premier clip de l'album est celui de la chanson d.i.h.o.

### Athena(2005–2007)
Burak Gürpınar, un batteur qui travaillera occasionnellement avec Athena, devient membre permanent du groupe. Après l'arrivée de Burak, le groupe commence à s'orienter punk rock. Cet album est le premier album punk grand public en Turquie. Athena jouera la chanson Çatal Yürek à la télévision, puis publiera un deuxième single intitulé Kime Ne. Athena publie son EP éponyme en 2006. Le cinquième morceau de l'album, Dog, est une reprise de la chanson Breed de Nirvana.

### Retour (depuis 2009)
En 2007, Ahmet Hamdullah Özoğuz, le père des frères Gökhan et Hakan Özoğuz, décède. À cette période, ils décident de faire une pause. Hakan Özoğuz s'engera dans l'armée, et Gökhan Özoğuz emménagera à Londres, au Royaume-Uni. Hakan rejoindra plus tard Gökhan à Londres, et composeront tous les deux plusieurs chansons en quatre ans. En mai 2010 sort l'album Pis. Mike Nielsen en sera le producteur de l'album, Alp Ersönmez sera à la basse et aux claviers, et Volkan Öktem à la batterie et aux percussions. Le groupe emporte le succès avec les chansons Sumseri Mine et Arsız Gonul.
En 2014, le groupe revient avec l'album Altüst.

## Membres

### Membres actuels
- Gökhan Özoğuz - chant, guitare (depuis 1987)
- Hakan Özoğuz - guitare, chant (depuis 1987)
- Umut Arabacı - basse (depuis 2010)
- Emre Ataker - claviers (depuis 2011)
- Sinan Tınar - batterie (depuis 2013)

### Anciens membres
- Asrın Tuncer - basse (1990-1993)
- Turgay Gülaydın - batterie (1990-2002)
- Ferit Tunçer - chant (1991-1993)
- Ozan Karaçuha - basse (1993-2002)
- Canay Cengen - basse (2002-2003)
- Doğaç Titiz - batterie (2002-2004)
- Ozan Musluoğlu - basse (2003-2007)
- Burak Gürpınar - batterie (2004-2007)
- Alican Tezer - batterie (2010-2013)

### Membres additionnels
- Alp Ersönmez - basse, chant, claviers (2010-2011)
- Volkan Öktem - batterie, percussions (2010-2011)

## Discographie

### Albums studio
- 1993 : One Last Breath
- 1998 : Holigan
- 2000 : Tam Zamanı Şimdi
- 2001 : Her Şey Yolunda
- 2004 : Us
- 2005 : Athena
- 2010 : Pis
- 2014 : Altüst

### EP et singles
- 2001 : Mehteran Şeferi (EP)
- 2004 : For Real (single)
- 2006 : İt (EP)
- 2007 : Fenerbahçe 100. Yıl (EP)